# Sortie de l'économie
 (mai 2010).
- Si vous ne connaissez pas le sujet, laissez ce bandeau (vous pouvez alors contacter les auteurs).
- Si vous supprimez le contenu mis en cause (vous pouvez préalablement contacter les auteurs),

argumentez précisément cette suppression dans la page de discussion
(un manque de référence n'est pas un argument ; une recherche réelle de référence doit avoir été effectuée, être formellement documentée).
La sortie de l'économie est une proposition politique ainsi qu'un thème de recherche en économie qui s'interroge sur les alternatives possibles à l’économie marchande et à la possibilité de sortir d'un tel système. Cette théorie s'inscrit dans le cadre de l'anticapitalisme. 

## Concept
Le terme est initialement utilisé par Serge Latouche. Elle est inspirée par Cornelius Castoriadis. Il est ensuite utilisé par la revue Sortir de l’économie. Il désigne originellement l'action par laquelle un agent économique se libère de ce statut en sortant d'un système économique qui lui ne convient pas. Le concept comporte une dimension en termes de pratique de vie, car elle promeut la frugalité. Elle a pour objectif supposé de permettre de réaliser le bien commun. 
Latouche soutient que la sortie de l'économie nécessite de briser les liens mentaux qui lient les individus au système économique qui les aurait façonnés de manière à extraire de leur travail de la richesse. Il s'agit pour Latouche de « décoloniser la pensée ».
La pensée de la sortie de l'économie est relativement marginale. Elle est présente, partiellement, dans le mouvement en faveur de la décroissance, et se rapproche des pratiques du « faire soi-même » (DIY). Le concept est utilisé comme un impératif, nécessaire pour mettre terme à l'idéologie de la croissance infinie. L'idée est aussi répandue au sein du mouvement altermondialiste. En France, on en trouve des échos aussi bien dans des revues comme Passerelle Eco et plus généralement dans le renouveau de l'autoconstruction en milieu rural.
Ces idées sont également proches des courants anti-industriels dans la mesure où ceux-ci visent une réappropriation des conditions d'existence.

## Théorie

### Non naturalité de l'économie
L'économie est définie dans cette optique comme la généralisation de l’échange marchand. Il est considéré que s'il a longtemps été essentiellement minoritaire et complémentaire de l’autoconsommation, il s’installe définitivement et durablement depuis le XVIIIe siècle. L’économie marchande sépare l’activité du besoin, et met fin à l’autonomie individuelle. Selon les tenants de la théorie, elle devient un médiateur incontournable entre l’activité de production pour le besoin de personnes inconnues et la consommation du produit des travaux d’autrui, et donc, elle finit par déterminer le besoin lui-même.

### Modalités du travail dans l'économie
La nature du travail a totalement changé. Elle est désormais déterminée par la possibilité de l’échange et ce à quoi il permet d’accéder (la consommation) : sa nature est la même que celle de l’échange et de la consommation, c’est une valeur, consacrée dans la théorie classique de la valeur-travail. C’est un travail spécialisé, dont le spécialiste ne contrôle que la tâche qui lui est octroyée.

### L’invention de l’industrie
L’industrie permet la généralisation de l’organisation de la vie par l’économie marchande.
Au début c’est la valeur qui va utiliser la technologie, pour mieux s’accroître.

### L’économie «totalitaire»
L’économie marchande n’est pas seulement une conception de la relation sociale.
La généralisation de l’économie marchande par le travail et la consommation créent une interdépendance sociale totale, soit une dépendance à une entité dont les êtres humains sont le simple prolongement.
Cette interdépendance passe par l’« inégalité » au travers de la hiérarchie des tâches, des postes, des fonctions, nécessaires au bon fonctionnement du système marchand.

## Sources d'inspiration

### Critique marxienne de la valeur
Les critiques de la valeur sont inspirés par les travaux de Karl Marx sur la genèse de la valeur. Leur interprétation de Marx diffère de celle des marxistes, et on les classe en général parmi les marxiens. Ils voient en la valeur le sujet agissant dans l'effondrement du capitalisme et non la lutte des classes.
L'économie est dénoncée comme une « abstraction réelle » soumettant les activités humaines à l'abstraction qu'est la valeur des marchandises.
La revue allemande Krisis présente notamment les écrits de Robert Kurz. Celui-ci avance que la crise de la valeur est déjà visible dans le fait que des éléments entiers sont déjà décapitalisés, du fait des difficultés à y créer du profit.
Michel Henry est un philosophe de la praxis inspiré par Marx. Il publie en 1976 un Marx en deux tomes. Le second tome intitulé Une philosophie de l'économie développe la critique de l'économie chez Marx, en montrant son surgissement dans la réalité de la praxis. Pour lui, le travail vivant est irréductible à une mesure commune comme la valeur, car la valeur d'usage et le travail sont propres au sujet. Il est donc impossible de construire un échange économique autour de ces éléments subjectifs.

### La négation de la valeur
La pensée de la sortie de l'économie est fondée sur une analyse de la valeur-travail similaire à celle du marxisme.
L’échange serait la seule activité où se cristallise l’illusion de la valeur des choses. L’économie n’est pas seulement artificielle, mais la théorie économique serait fausse, car les hypothèses sur lesquelles elle est fondée ne sont pas vérifiées dans les faits. La comptabilité traite notamment de stocks qui sont impossibles tant dans la théorie classique que dans la théorie de l'École néo-classique. L'hypothèse d'une valeur qui soit irréductible au prix ne serait corroborée par aucun phénomène économique observable. Lacapelle s’oppose à la notion de capital fictif qui distingue une sphère financière où le capital est fictif et une sphère productive où le capital réel s’accumule. Tout capital serait fictif.
Les théories de la valeur–rareté, utilité, valeur-travail sont contradictoires entre elles. La rareté ou l’utilité peuvent déterminer en partie le comportement de l’individu et influencer le prix, mais ne le font que de manière partielle et non systématique. La micro-économie ne peut pas rendre compte d’une valeur objective attachée à l’objet.
Contrairement aux critiques de la valeur marxiens, il suggère que la société ne peut pas connaître de crise de la valeur car la comptabilité est toujours artificielle. Les innovations comptables permettent toujours de décider arbitrairement d’attribuer une valeur à tout ce qui existe.
Défenseur de l'idée de sortie de l'économie, il note qu’il est impossible de sortir de l’économie si on affirme que le travail confère une valeur aux biens. Celle-ci serait alors une qualité intrinsèque qu’il serait impossible de supprimer.

### Écologie politique
La sortie de l'économie s'inspire de manière profonde des théories écologistes des années 1970. La sortie de l'économie est alors considérée comme une « mise en écologie de l'économie ».
Les courants écoféministes ont irrigué la pensée de la sortie de l'économie. Ils proposent une sortie de l'économie passant par l'intégration des activités des hommes au sein d'une sphère domestique élargie, afin de construire un socle de subsistance démonétarisé. Ils considèrent que, comme les activités domestiques sont en majorité portées par les femmes, la perspective d'une sortie de l'économie touche aux rapports hommes-femmes. 
L'éthique de la sollicitude, initiée par l'ouvrage de Carol Gilligan Une voix différente, prolonge cette volonté de restaurer sa dignité à la vision des relations humaines particulariste, disqualifiée au regard de principes moraux qui caractérisent l'espace politique tel qu'il serait vu par les hommes. Les activités de care peuvent être vues à la fois comme un nouvel espace disponible à la valorisation par l'économie (services à la personne) et comme une base de repli en dehors de l'économie marchande en vue d'y inclure les hommes et une subsistance matérielle démonétarisée.

### Bricole ouvrière
La théorie de la sortie de l'économie a été nourrie par plusieurs études sociologiques sorties dans les années 1980. Quelques études relèvent l'importance de la « bricole » dans le monde ouvrier, c'est-à-dire d'activités de subsistance réalisées en dehors du travail salarié, et qui prennent une dimension collective, qui exclut l'utilisation de l'argent. Michel Pinçon explore ce concept dans son article « Autoproduction, sociabilité et identité dans une petite ville ouvrière », publié en 1986 dans la Revue française de sociologie. La thèse de Florence Weber, Le Travail à-côté, portant sur Montbard en Bourgogne, continue d'explorer ce sujet. Elle met en relief que ces activités constituent une autoproduction, et non simplement d'autoconsommation, dans la mesure où il s'agit de pratiques matérielles débordant les limites familiales. La circulation matérielle au sein du collectif n'est pas réglée par le principe de contreparties équivalentes à chacun des dons, mais par d'autres normes sociales, comme un code appelé « code des cadeaux ».

## Débats et critiques
Le concept de sortie de l'économie est critiqué d'un point de vue épistémologique. En effet, s'il promeut une sortie de ce qui est considéré comme un carcan, il pense la sortie de l'économie par des outils issus de la science économique.
La théorie est aussi critiquée par certains auteurs pour son caractère illusoire. En rêvant d'une sortie de l'économie utopiste, les individus rechigneraient à transformer profondément le système dans lequel ils vivent.